# Kwela
Le kwela est un style de musique sud-africain des années 1950, caractérisé par le jeu jazzy d'un tin whistle. De tous les genres de musique utilisant le tin whistle, le kwela est le seul qui soit totalement dominé par cet instrument, le style ayant d'ailleurs été créé à partir du son de cette flûte. Le faible coût d'achat de celle-ci fut un élément déterminant de son succès dans les banlieues de l'ère de l'apartheid ; le tin whistle de marque Hohner en était l'instrument le plus populaire. La vague du kwela est à l'origine de la vente de plus d'un million de tin whistles, également appelés jive flutes Schaldach.
Le kwela fut remplacé en Afrique du Sud par le mbaqanga à la fin des années 1950, et le saxophone supplanta largement le tin whistle comme instrument leader de la musique des townships. Néanmoins, le maître du kwela Aaron "Big Voice Jack" Lerole (en) se produisit jusque dans les années 1990, et encore aujourd'hui, le groupe londonien The Positively Testcard continue d'enregistrer de la musique kwela.
Les partitions de kwela sont rares, et les enregistrements des artistes fondateurs du genre sont épuisés pour la plupart.
Néanmoins, un artiste comme Spokes Mashiyane notamment, a été ré-édité par Gallo Record Company, et on trouve maintenant ses enregistrements sur internet, par exemple sur Deezer, All Music, Spotify, disponibles aussi au téléchargement sur iTunes, Last FM, etc., ou à la vente (CD et éventuellement LP) sur les sites de ventes de disques (Amazon, Discog, CDUniverse…).